# Хартвил (Вајоминг)
Хартвил (енгл. Hartville) град је у америчкој савезној држави Вајоминг.

## Демографија
По попису из 2010. године број становника је 62, што је 14 (-18,4%) становника мање него 2000. године.
| Група             | 2000.      | 2010.      |
| Белци             | 57 (75,0%) | 58 (93,5%) |
| Афроамериканци    | 0 (0,0%)   | 0 (0,0%)   |
| Азијати           | 0 (0,0%)   | 0 (0,0%)   |
| Хиспаноамериканци | 17 (22,4%) | 4 (6,5%)   |
| Укупно            | 76         | 62         |